# Puya smithii
Puya smithii là một loài thực vật có hoa trong họ Bromeliaceae. Loài này được A.Cast. miêu tả khoa học đầu tiên năm 1938.